# Sannes
Sannes ist eine französische Gemeinde mit 292 Einwohnern (Stand 1. Januar 2022) im Département Vaucluse in der Region Provence-Alpes-Côte d’Azur. Sie gehört zum Arrondissement Apt und ist Mitglied im Gemeindeverband Communauté Territoriale Sud-Luberon. Die Bewohner werden Sannois und Sannoises genannt.

## Geographie
Sannes befindet sich  in der Région naturelle Pays d’Aigues im Südosten des Départements Vaucluse etwa 15 Kilometer südöstlich von Apt und etwa 25,5 Kilometer nordnordöstlich von Aix-en-Provence.
Sannes ist eine Gemeinde ohne Ortszentrum, bestehend aus einem isolierten Rathaus als Hauptort, einem Weiler und einigen verstreuten Siedlungen. Im Norden der Gemeinde erhebt sich das Gebirge des Luberon mit dem Regionalen Naturpark Luberon, zu dem das Gemeindegebiet gehört. Südlich von Sannes liegt das Tal der Durance.
Umgeben wird Sannes von den fünf Nachbargemeinden:
|         | Cabrières-d’Aigues                          |                   |
| Cucuron | Kompassrose, die auf Nachbargemeinden zeigt | La Motte-d’Aigues |
|         | Ansouis                                     | La Tour-d’Aigues  |

## Verkehr
Die Route départementale D27 verläuft auf west-östlicher Achse von Cucuron kommend weiter in Richtung Grambois.
Nächstgelegener Bahnhof ist der Bahnhof Pertuis, mit dem man Anschluss an die Städte Lyon, Marseille und Aix-en-Provence erhält.

## Geschichte
Sannes wurde 1045 zum ersten Mal unter dem Namen Castrum Aciane erwähnt. Der heutige Name ist wahrscheinlich keltischen Ursprungs: das Wort sagno bedeutet „Moor- oder Sumpfland“. Im Provenzalischen änderte sich die Bedeutung zu einer Art Schilfgras.
Im Mittelalter gehörte Sannes zur Familie Sabran aus Ansouis, deren Herrschaftsanspruch 1468 durch ein Gerichtsurteil bestätigt wurde. Im frühen 18. Jahrhundert ging Sannes durch Heirat an das Haus Saqui de Collobrières über. Nach der Französischen Revolution erhielt Sannes Gemeinde-Status und damit seine Unabhängigkeit zurück.

### Bevölkerungsentwicklung
| Jahr      | 1962 | 1968 | 1975 | 1982 | 1990 | 1999 | 2006 | 2013 | 2020 |
| --------- | ---- | ---- | ---- | ---- | ---- | ---- | ---- | ---- | ---- |
| Einwohner | 93   | 80   | 124  | 101  | 131  | 167  | 165  | 188  | 278  |

## Sehenswürdigkeiten
- Gallo-römischer Friedhof südöstlich des Gutshofes Clots
- Schloss Sannes (17. Jahrhundert)
- Schloss La Martialis aus dem 18. Jahrhundert, flankiert von Türmen
- Romanische Kapelle Saint-Pierre, umgebaut im 17. und 18. Jahrhundert
- Oratoire Sainte-Anne
- Ehemaliges Priorat Saint-Pierre der Benediktiner aus dem 12. oder 13. Jahrhundert, abhängig von der Abtei Saint-Victor de Marseille, 1341 in schlechtem Zustand, in der zweiten Hälfte des 14. Jahrhunderts aufgegeben. 1620 Zerfall der Kirche, in den Folgejahren restauriert (Erstes Joch des Kirchenschiffs), im 18. Jahrhundert erweitert (Zweites Joch, Apsis und Sakristei), während der Französischen Revolution in einen Stall umgewandelt, kehrte 1856 zum Gottesdienst zurück, 1879 restauriert